# Gärten von Schloss Trauttmansdorff

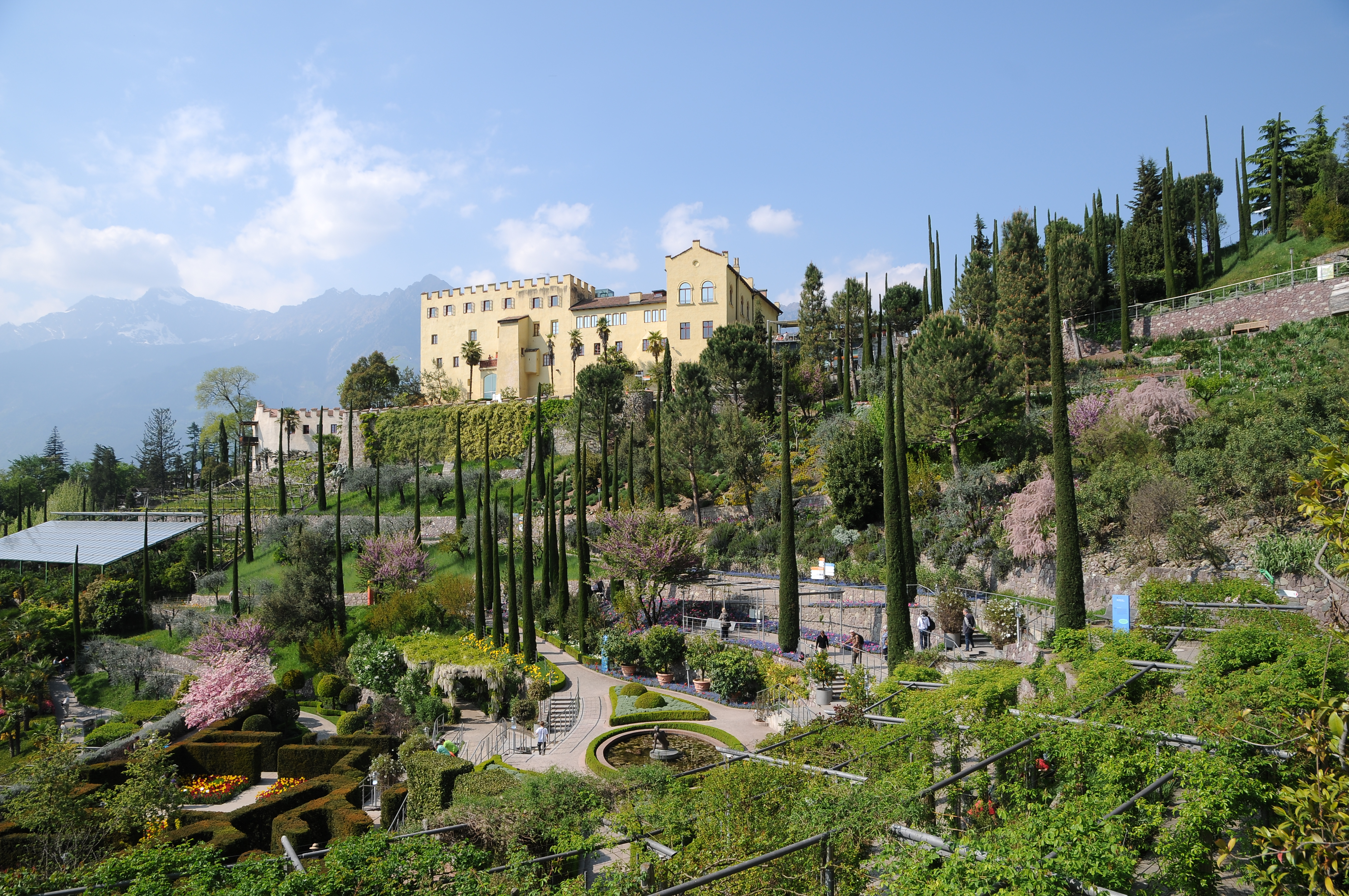
Botanischer Garten mit Blick auf Schloss Trauttmansdorff

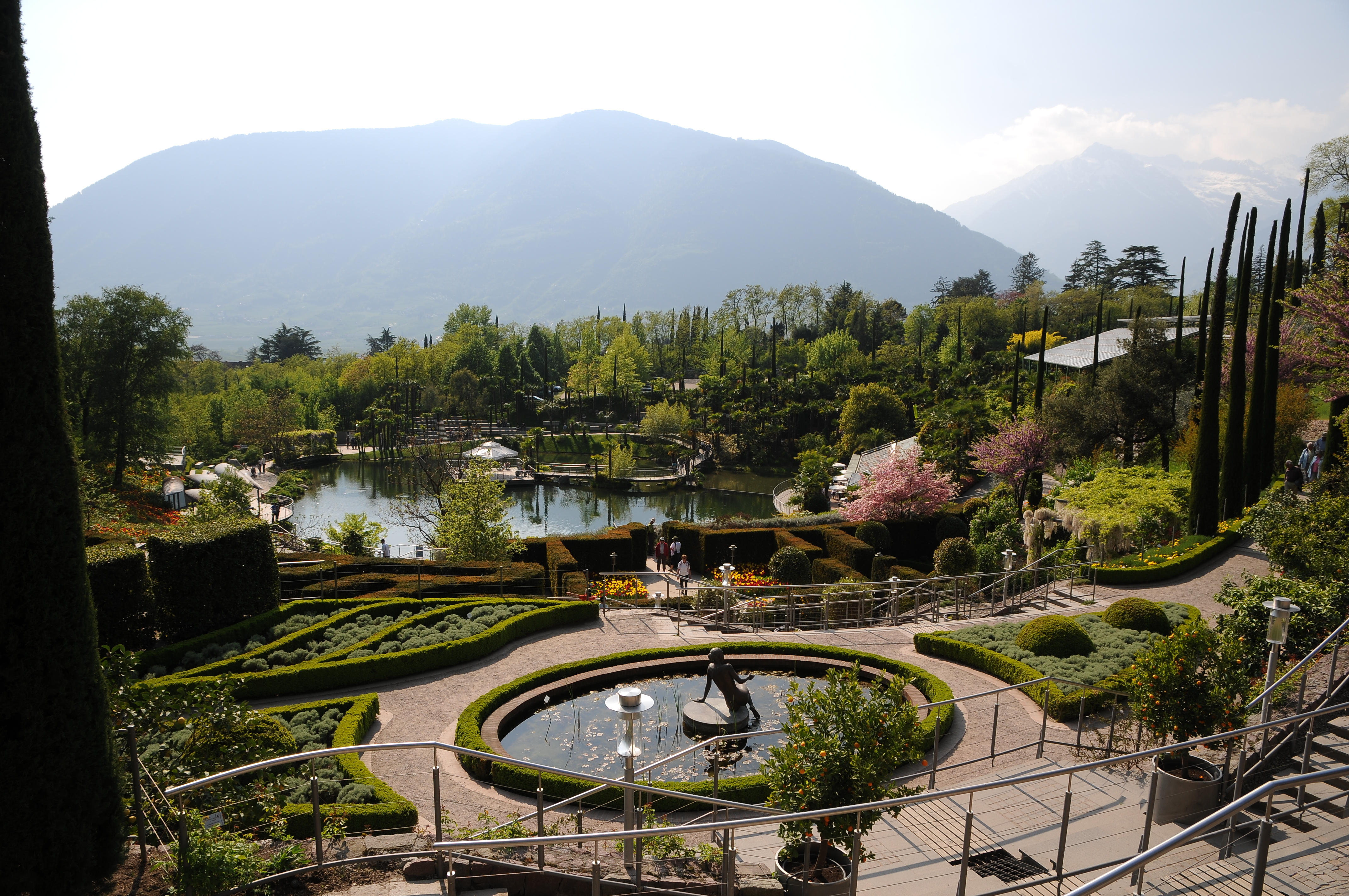
Botanischer Garten

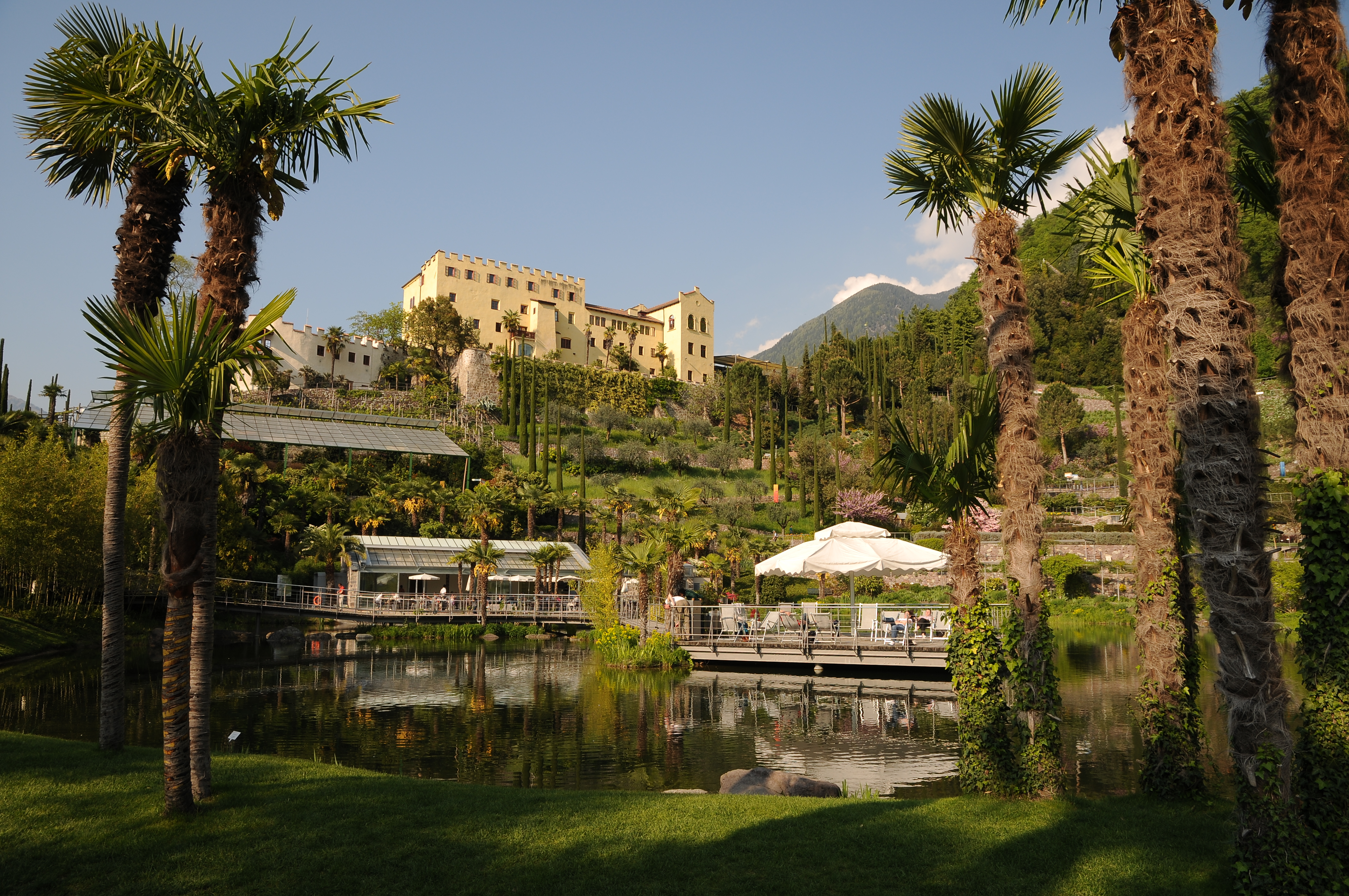
Botanischer Garten mit Blick auf Schloss Trauttmansdorff

Die Gärten von Schloss Trauttmansdorff liegen am östlichen Stadtrand von Meran in Südtirol (Italien). Der nach seinem Wahrzeichen Schloss Trauttmansdorff benannte botanische Garten der Kurstadt Meran nimmt eine Fläche von rund zwölf Hektar ein. Natur- und Kulturlandschaften aus aller Welt, botanische Raritäten, Themengärten sowie lokale Vegetationsbilder des Landes Südtirols bilden die Schwerpunkte der Gartengestaltung. Im Vergleich zu vielen klassischen botanischen Gärten, die in der Ebene liegen, erstrecken sich die Gärten rund um das Schloss über einen Höhenunterschied von rund 100 Metern, darin ähnlich dem Park La Mortella auf der Insel Ischia.
Mit ca. 400.000 Besuchern pro Gartensaison steht der 2001 eröffnete botanische Garten an der Spitze der meistbesuchten Freizeiteinrichtungen Südtirols. Im Schloss selbst ist das Südtiroler Landesmuseum für Tourismus, das Touriseum, untergebracht.

## Geschichte
Die Ursprünge von Schloss Trauttmansdorff gehen ins Mittelalter zurück. Um 1300 wurde das Gebäude als Burg Neuberg erstmals urkundlich erwähnt. Um die Mitte des 19. Jahrhunderts ließ Graf Joseph von Trauttmansdorff das halb verfallene Gebäude mit neugotischen Elementen erweitern. 1892 wurde das Schloss an die Familie Gyulay verkauft, nach deren Konkurs 1896 kam Baron Friedrich von Deuster, ein Weinhändler aus Kitzingen, in den Besitz von Schloss und Garten. Nach dem Ersten Weltkrieg wurde Deuster von den Faschisten enteignet, das Anwesen fiel an einen Hilfsfonds für italienische Soldaten. Nach Auflösung des Fonds 1977 wurde die Südtiroler Landesverwaltung Eigentümer und übertrug die Verwaltung ihrer Liegenschaften der Gutsverwaltung des Land- und Forstwirtschaftlichen Versuchszentrums Laimburg.
Ab 1989 erfolgte eine umfassende Erneuerung: Im Schloss wurde das Südtiroler Landesmuseum für Tourismus, das Touriseum, eingerichtet, und um das Schloss wurde der botanische Garten angelegt, was von den besonderen klimatischen Bedingungen Merans und der mikroklimatischen Vielfalt des Areals nahegelegt wurde. 1989 wurde der Bau des Gartens beschlossen, sechs Jahre später wurde mit der Ausführung begonnen. Nach sieben Jahren, in denen rund 24 Millionen Euro investiert worden waren, wurden die Gärten von Schloss Trauttmansdorff am 16. Juni 2001 eröffnet. Seit der Eröffnung haben mehr als sechs Millionen Menschen – Stand Oktober 2017 – die Gärten von Schloss Trauttmansdorff besucht.
Auf dem zwölf Hektar großen Areal wurden vier Zonen geschaffen, die fließend ineinander übergehen: Waldgärten, Sonnengärten, Wasser- und Terrassengärten und die Landschaften Südtirols. Die Kurstadt Meran mit ihrem milden Herbst und Winter pflegt seit mehr als 150 Jahren die Tradition des Experimentierens mit exotischen Gehölzen. Somit prägten Palmengewächse, Magnolien, Ginkgo u. a. bereits vor der Anlage der Gärten das Stadtbild. Die Hanglage, ein natürliches Amphitheater, eröffnete zudem weitere gestalterische Dimensionen: Exemplarisch sind die „Blühenden Lehmwände“, sehr steil nach einem Hangrutsch angelegte Staudenbeete. Um bereits der ersten Besuchergeneration einen botanischen Garten als Erholungsstätte zu bieten, wurden die Gärten von Schloss Trauttmansdorff weitgehend mit „erwachsenen“ Pflanzen ausgestattet.

## Gartenwelten

### Die Waldgärten

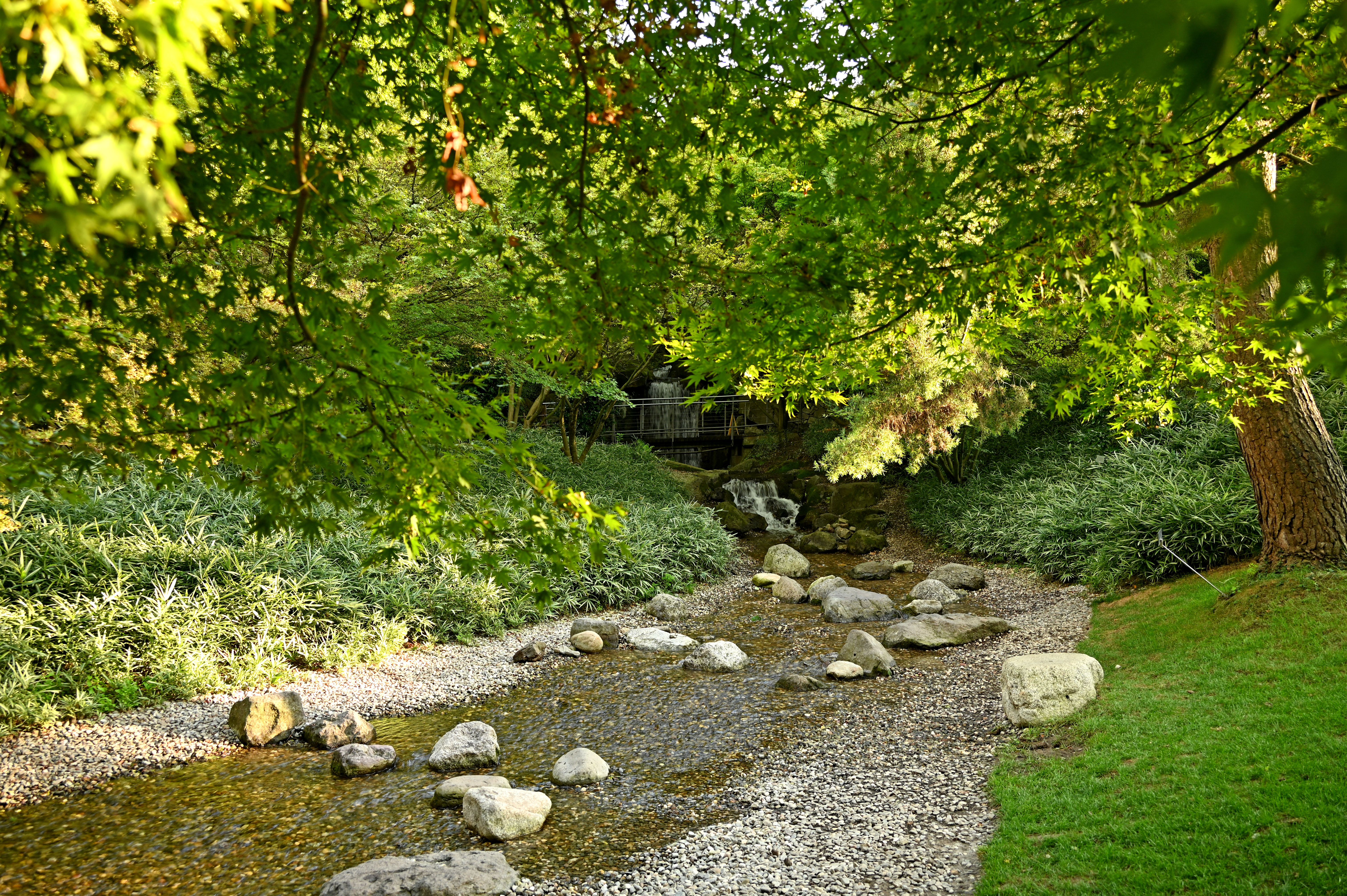
Die Waldgärten in den Gärten von Schloss Trauttmansdorff

Die Waldgärten nördlich des Schlosses zeigen vorwiegend Naturlandschaften aus Gebieten unserer Erde, die ähnliche klimatische Bedingungen wie Meran aufweisen. Sie wachsen hier in Form kleinteiliger Wälder, in denen typische Bäume und Sträucher der jeweiligen Herkunftsregion zusammengefasst sind: So finden sich beispielsweise Immergrüne Laubwälder – sogenannte Lorbeerwälder – aus Ostasien und Florida, sommergrüne Laubwälder aus dem östlichen Nordamerika, aus Südamerika sowie aus China, Nadelwälder mit Berg- und Küstenmammutbäumen aus dem Westen Nordamerikas sowie ein Sumpfzypressenwald aus dem Mississippi-Gebiet. Neben diesen Naturlandschaften stellen die Waldgärten Kulturlandschaften vor, etwa asiatische Reis- und Teefelder, einen amerikanischen Nutzgarten, einen Japanischen Garten und ein urzeitliches Tal mit „lebenden Fossilien“ wie Farn, Ginkgo u. v. a., aber auch Themengärten mit Rhododendren, Pfingstrosen, Zierkirschen.

### Die Sonnengärten

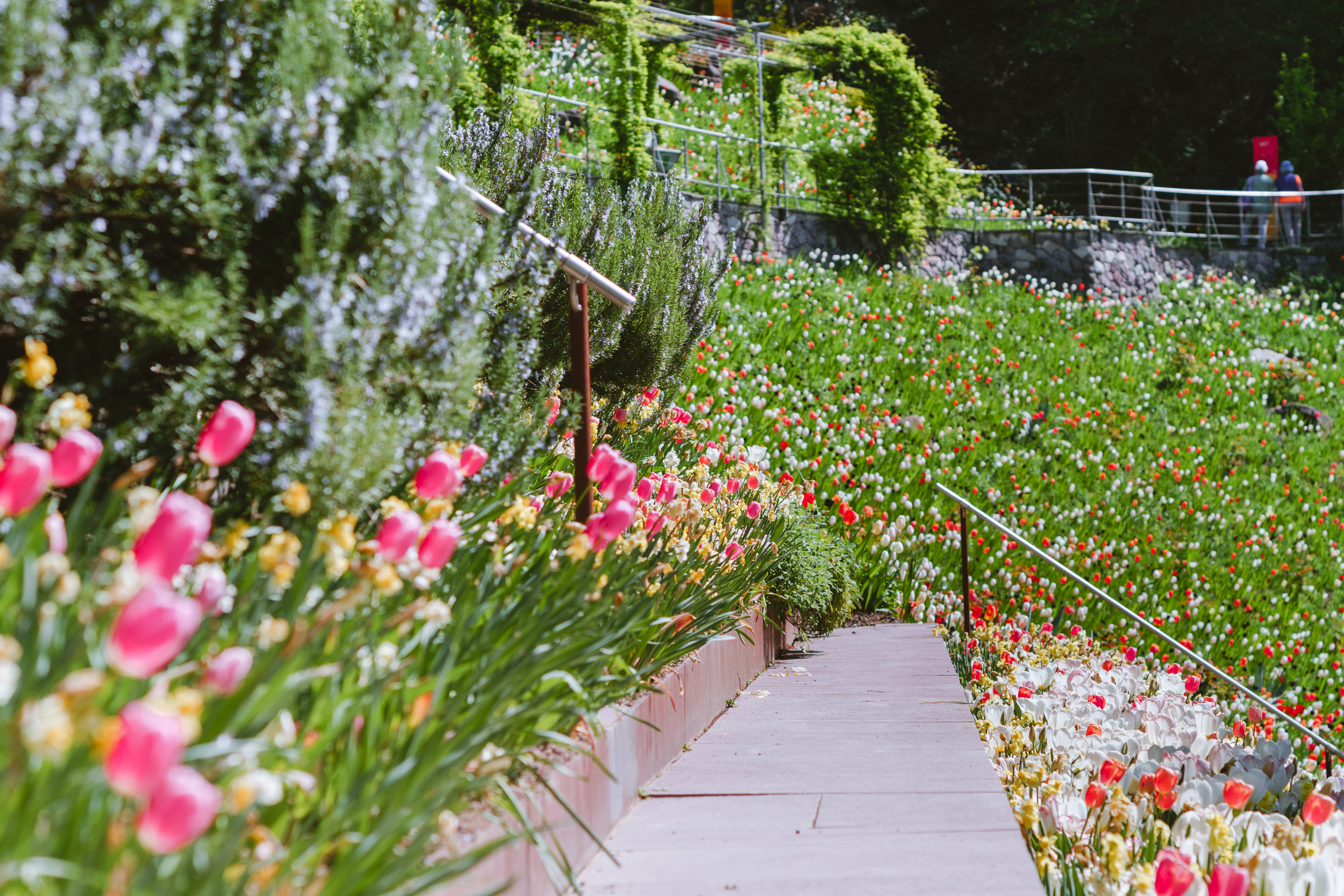
Die Sonnengärten in den Gärten von Schloss Trauttmansdorff

Den Schwerpunkt der Sonnengärten bilden Natur- und Kulturlandschaften der Mittelmeerländer. Auf dem sonnigen Südhang unterhalb von Schloss Trauttmansdorff wachsen Kork- und Steineichen als Beispiele für die ursprüngliche Vegetation des Mittelmeergebiets. Heute dominieren immergrüne Hartlaubgewächse und Zwergsträucher die Degradationsformen dieser Naturlandschaften: In den gestrüppartigen Landschaften der Macchia und Garigue gedeihen Erdbeerbaum, immergrüne Pistazie, Immergrüner Schneeball, Zistrose und aromatische Zwergsträucher wie Oregano, Rosmarin, Salbei oder Bohnenkraut. Von den vielfältigen Kulturpflanzen der Mittelmeerregion zeigen die Gärten eine Limonaia (einen Hain mit Zitrusgewächsen), den nördlichsten Olivenhain Italiens, Weinreben, Granatapfel-, Maulbeer- und Feigenbäume, eine Sukkulentensammlung mit Kakteen, Aloen und Agaven, schließlich eine Salbeisammlung mit mehr als 150 Arten und Sorten.

### Die Wasser- und Terrassengärten

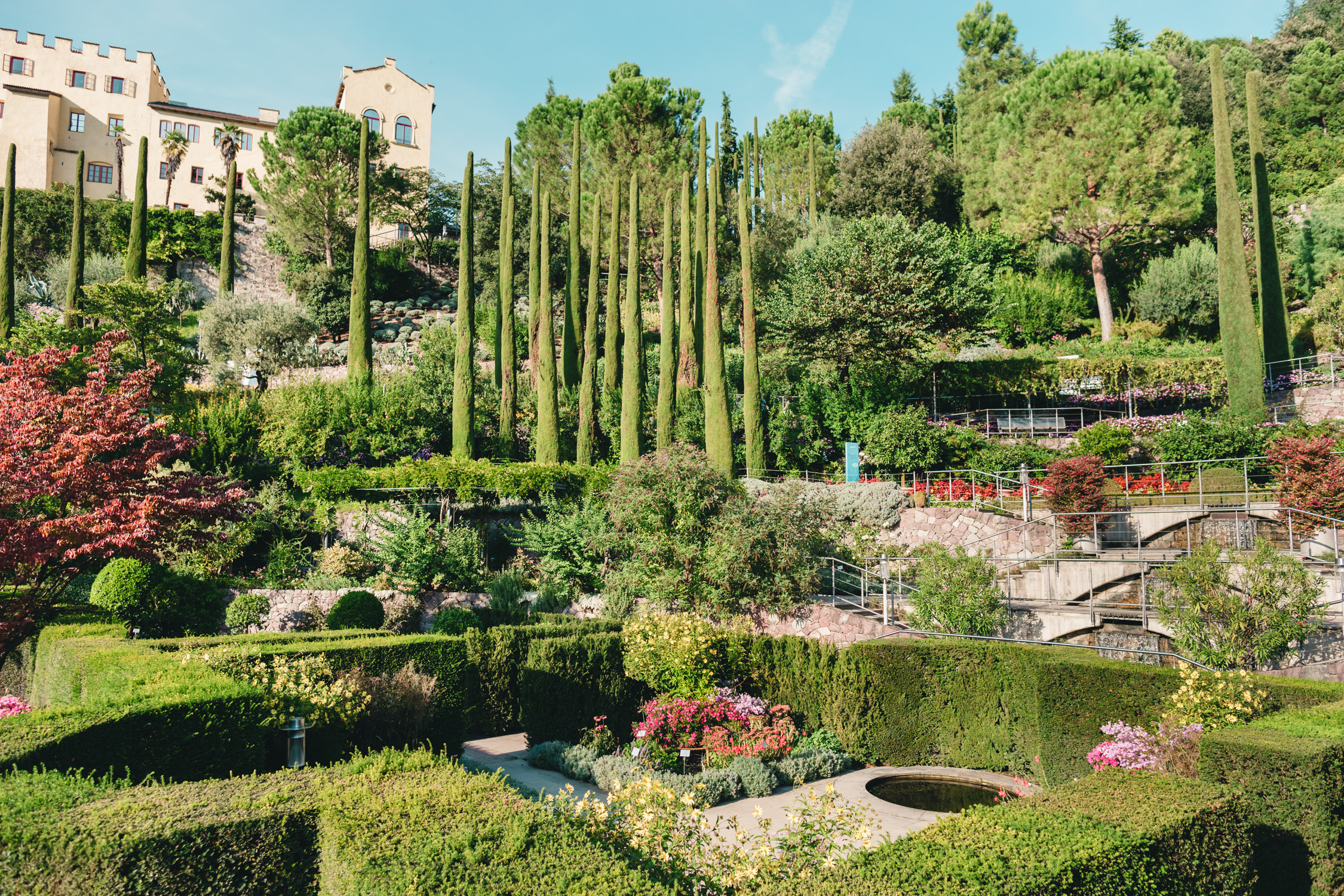
Wasser- und Terrassengärten mit Schloss Trauttmansdorff im Hintergrund

Die Wasser- und Terrassengärten präsentieren Beispiele europäischer Gartenarchitektur. Streng geometrisch angeordnete Beete, kugelförmig oder rechteckig geschnittene Buchsbäume und ein Irrgarten sind Merkmale eines Italienischen Gartens der Renaissance. Der Englische Staudengarten orientiert sich ebenfalls an geometrischen Formen. Blühende Sträucher und Stauden im Wandel der Jahreszeiten lockern im Cottage-Garten die starren Formen jedoch auf. Im „Sinnesgarten“ gedeihen aromatische Zwergsträucher in Hochbeeten, die den Besuchern ermöglichen, die Pflanzen zu ertasten und an ihnen zu riechen. Am Fuß der geometrischen Gärten liegt ein Teich mit Seerosen und Lotosblumen, den am gegenüberliegenden Ufer ein Palmenwald säumt. In Themengärten zusammengefasst finden sich Duftrosen, Passionsblumen, Clematis und Staudenpfingstrosen.

### Die Landschaften Südtirols

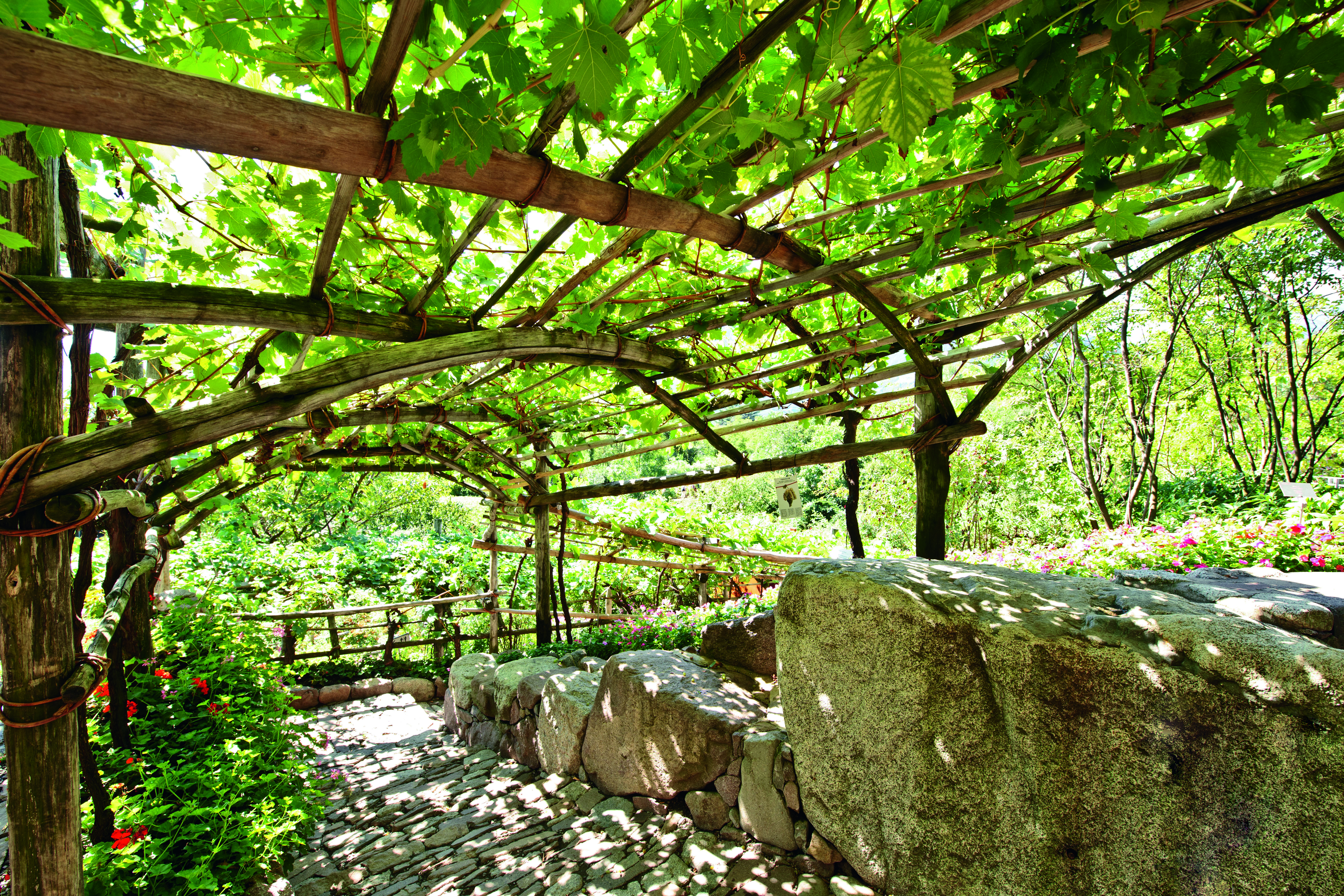
Das Gartenareal Landschaften Südtirols in den Gärten von Schloss Trauttmansdorff. Pergel im Weinberg.

Ein natürlich gewachsener Flaumeichenwald bedeckt den Quarzporphyrhang des Gartenteils „Landschaften Südtirols“ und bildet einen fließenden Übergang zum gestalteten Garten; in ihm ließ Kaiserin Elisabeth von Österreich-Ungarn bei ihrem Aufenthalt in Meran Spazierwege anlegen, die bis heute weitgehend erhalten blieben. Unterhalb des Waldes zeigt ein Auwald die ursprüngliche Vegetation des Etschtals. Als traditionelle Kulturlandschaften präsentiert der botanische Garten hier eine Streuobstanlage mit alten, heute kaum noch kultivierten Sorten, auf „Pergel“ (Pergola) gezogene Weinreben mit autochthonen Sorten sowie einen typischen, von einem geflochtenen Speltenzaun eingefassten Südtiroler Bauerngarten mit Gemüse, Kräutern und Zierpflanzen.

### Botanische Attraktionen
Neben den mehr als 80 Gartenlandschaften aus aller Welt, die sich auf die vier Gartenwelten verteilen, legen die Gärten von Schloss Trauttmansdorff großes Augenmerk auf den Erhalt und die Pflege alter Arten und Sorten. Beispiele für botanische Raritäten sind:
- Wollemie (Wollemia nobilis): 1994 entdeckte ein australischer Wildhüter diese ausgestorben geglaubte Konifere, die sich seit der Urzeit genetisch so gut wie nicht verändert hat. Sie steht seit 2006 in den Waldgärten. Die Gärten von Schloss Trauttmannsdorff waren der erste botanische Garten in Italien, der ein Exemplar dieses urzeitlichen Nadelbaums und lebenden Fossils ausstellte.
- 700 Jahre alter Olivenbaum: Der Olivenbaum ist eine der langlebigsten Kulturpflanzen der Welt. Ein 700 Jahre altes und knapp sechs Tonnen schweres Exemplar mit einem Stammdurchmesser von knapp einem Meter wurde in die Sonnengärten unterhalb des Schlosses gepflanzt.
- Versoaln – die größte und eine der ältesten Reben der Welt: Die Gärten von Schloss Trauttmansdorff haben die Patenschaft für diese 350 Jahre alte autochthone Rebe übernommen. Das Blätterdach des Weinstocks, der bei Schloss Katzenzungen im 14 km entfernten Prissian/Tisens wächst, hat eine Fläche von rund 350 m².
- Zeugen alter Weinbaugeschichte: Georgien, das älteste Weinbauland der Welt, übergab an Südtirol, das älteste Weinbaugebiet im deutschen Sprachraum, ein Gold-Replikat eines 7000 Jahre alten Traubenkerns. Die Gärten stellen es zusammen mit 2400 Jahre alten Traubenkernen aus, die vor wenigen Jahren nahe der Laimburg im Südtiroler Unterland gefunden wurden.
- Honigpalme: Seit 2017 stehen zwei Exemplare der seltenen Jubaea chilensis am Seerosenteich. Die Jubaea-Palme hat einen massiven grauen Stamm, der einen Durchmesser von 1,8 m und eine Höhe von bis zu 25 m erreichen kann. Die größere Palme in Trauttmansdorff ist 8 Meter hoch.
- Blütenhöhepunkte: Unter den Pflanzen, die den Gärten die gesamte Saison über ein stetig wechselndes Aussehen verleihen, findet sich auch eine eigens in Holland kreierte Züchtung, die Tulpe Trauttmansdorff, die Trauttmansdorff-Rose und die Trauttmansdorff-Fuchsie.

## Kaiserin Elisabeth

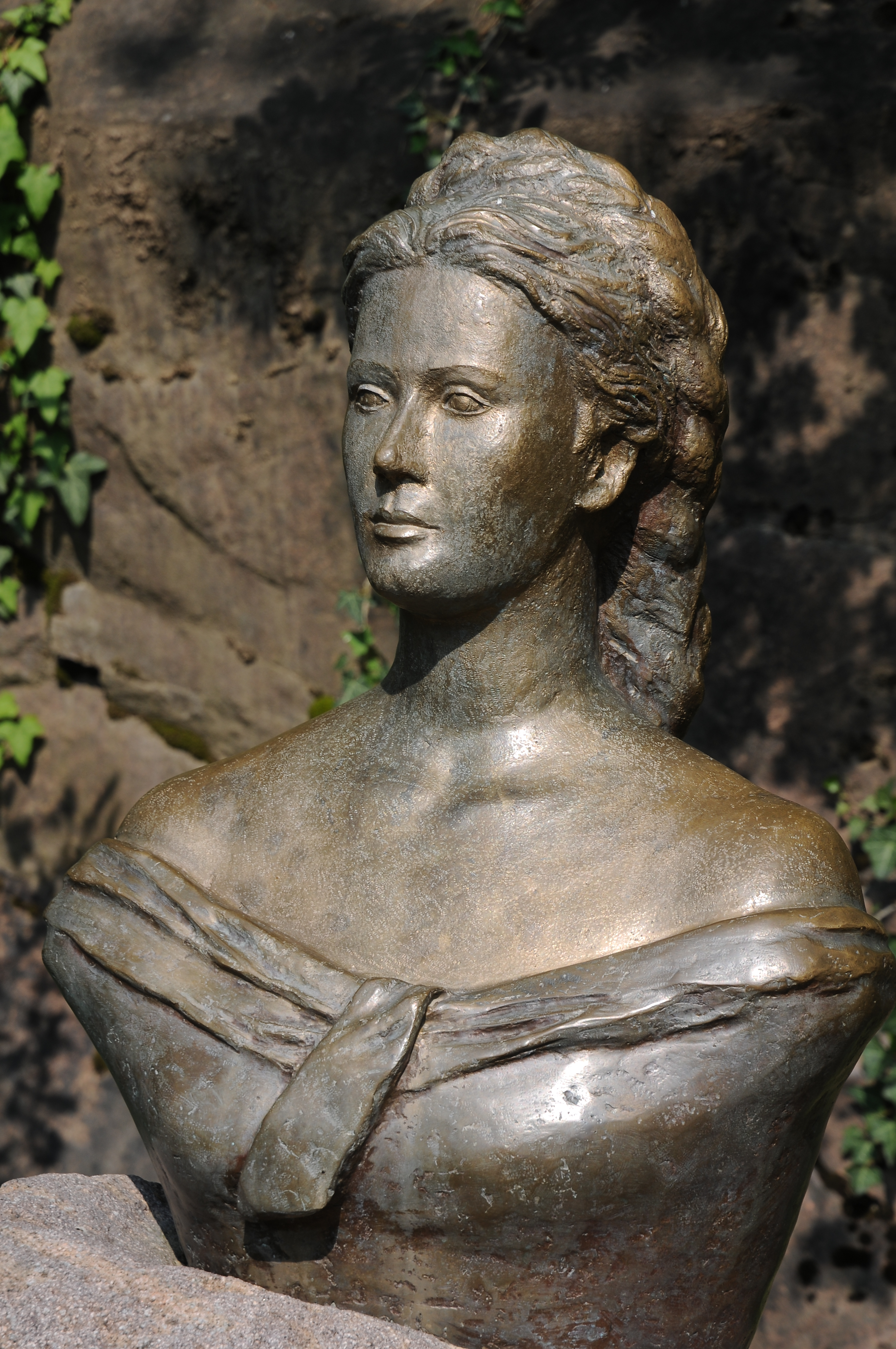
Büste im Garten

Meran und im Besonderen Schloss Trauttmansdorff zählten zu den bevorzugten Destinationen der reisefreudigen Kaiserin Elisabeth von Österreich-Ungarn. Zweimal – 1870 und 1889 – weilte die Kaiserin, auch Sisi (oder fälschlich „Sissi“) genannt, dort auf Winterkur. In demselben Jahr erlebte Meran seinen ersten, vergleichsweise großen Ansturm an Wintergästen: Es begann der Aufstieg Merans zum Kurort von europäischem Rang.
Durch den natürlich gewachsenen Flaumeichenwald ließ Kaiserin Elisabeth einen Weg anlegen. Bei der Errichtung der Gärten von Schloss Trauttmansdorff wurde dieser Weg als „Sissi-Promenade“ revitalisiert; einige der seinerzeit zur Verschönerung der Wege gesetzten Pflanzen, eine bronzene Sisi-Büste und die Sisi-Räume im Touriseum erinnern an ihren Aufenthalt. Ein „Sissi-Weg“ führt zudem von den Gärten von Schloss Trauttmansdorff in das Zentrum der Stadt Meran. Die Gärten sind Teil der sogenannten Sisi-Straße, einer europäischen Kulturroute zu Schlössern und Städten, die im Leben der Kaiserin eine besondere Rolle spielten. Baron von Deuster, der einstige Besitzer von Schloss Trauttmansdorff, ließ zu ihren Ehren eine Bank aus Marmor errichten, die heute auf einer Marmortreppe vor dem Schloss steht.

## Kunst und Erlebnis in den Gärten von Schloss Trauttmansdorff
Die Gärten von Schloss Trauttmansdorff präsentieren sich als junger, innovativer botanischer Garten. Im Gegensatz zu vielen gewachsenen botanischen Gärten, die sich u. a. durch jahrhundertealte Baumbestände auszeichnen, folgen die jungen Gärten von Schloss Trauttmansdorff dem Konzept eines botanischen Gartens als Erholungs- und Erlebnisraum und als Ort der didaktischen Vermittlung von Wissenswertem aus der Welt der Pflanzen.

### Die zehn Künstlerpavillons

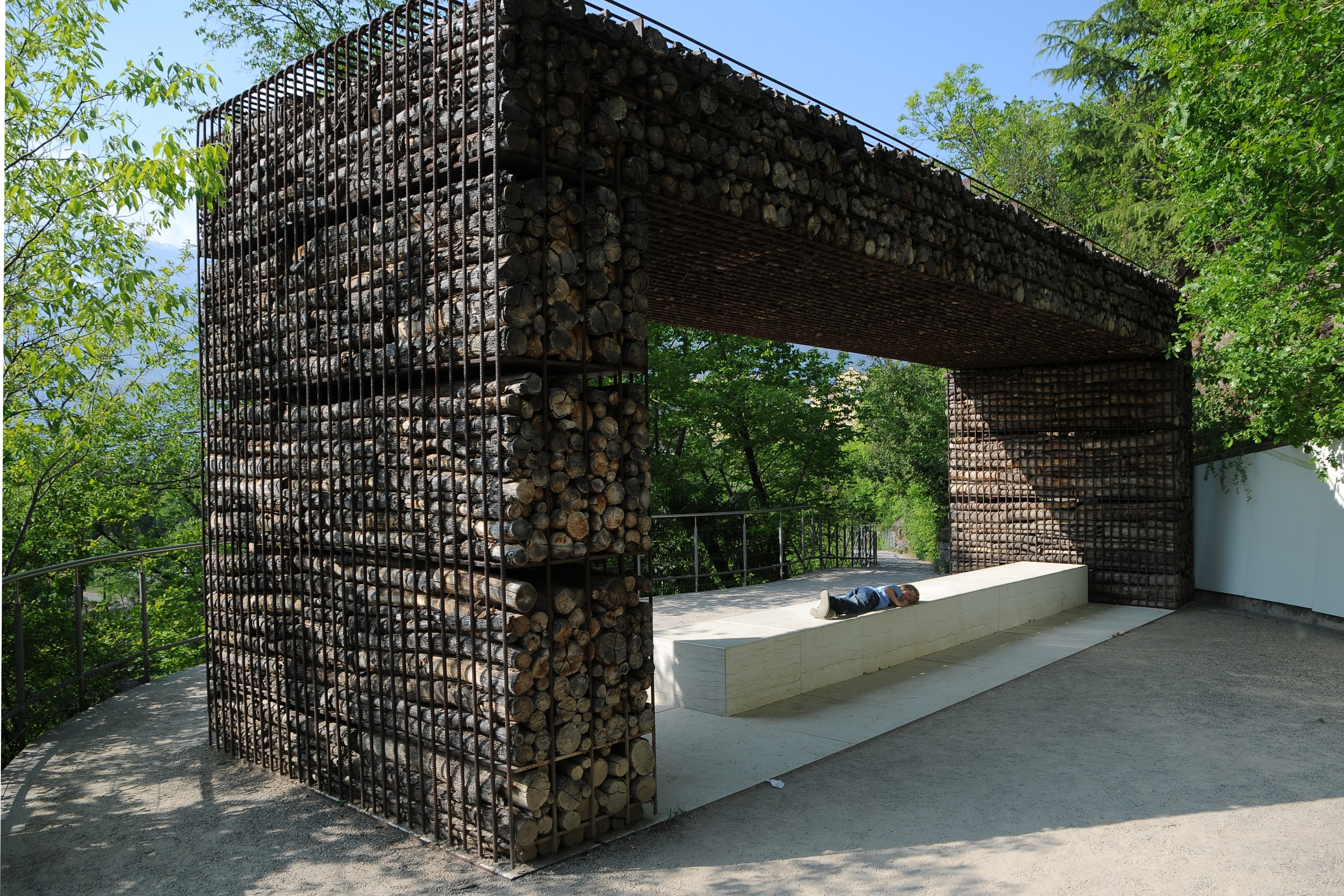
Pavillon 5

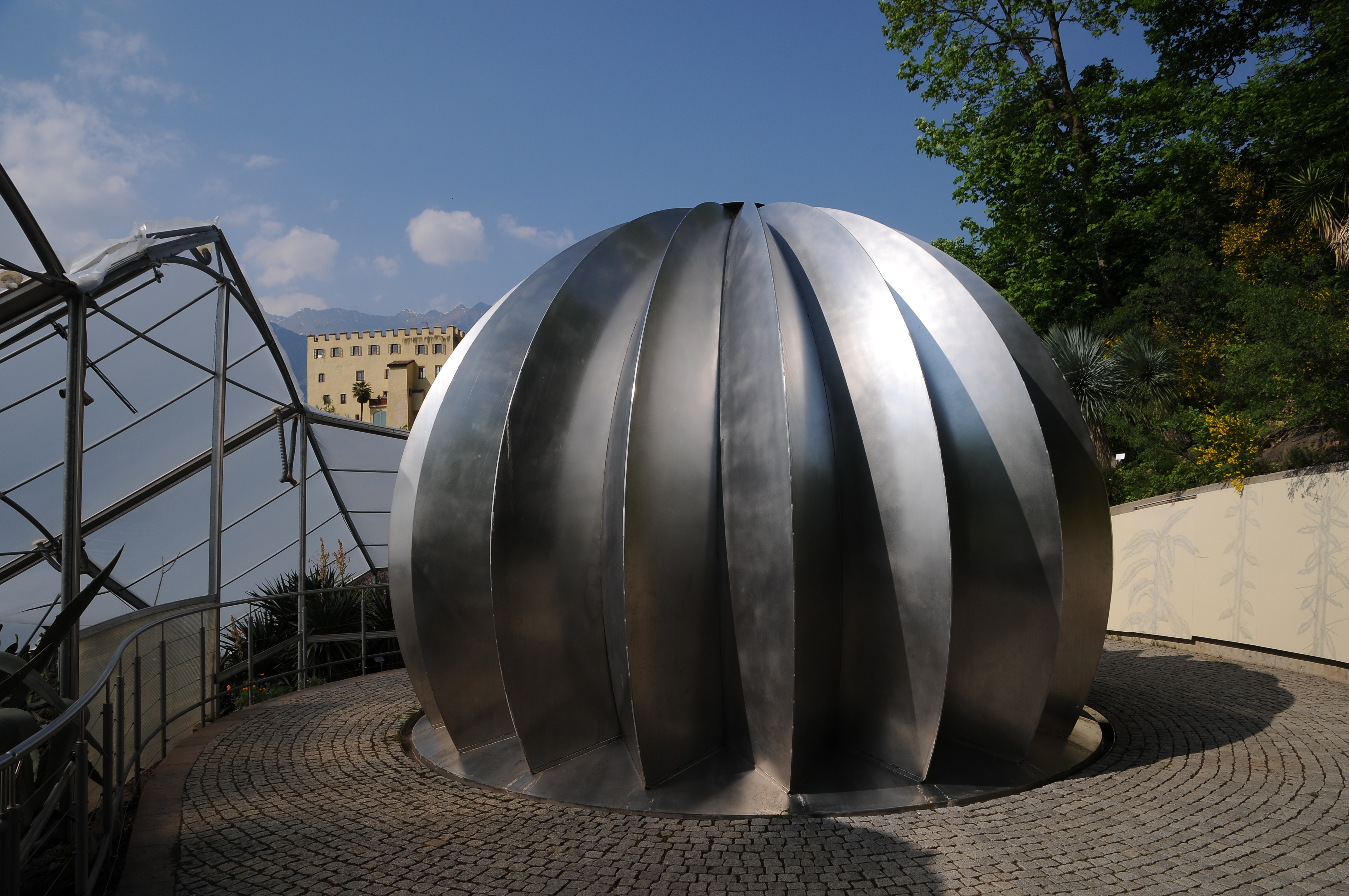
Pavillon 6

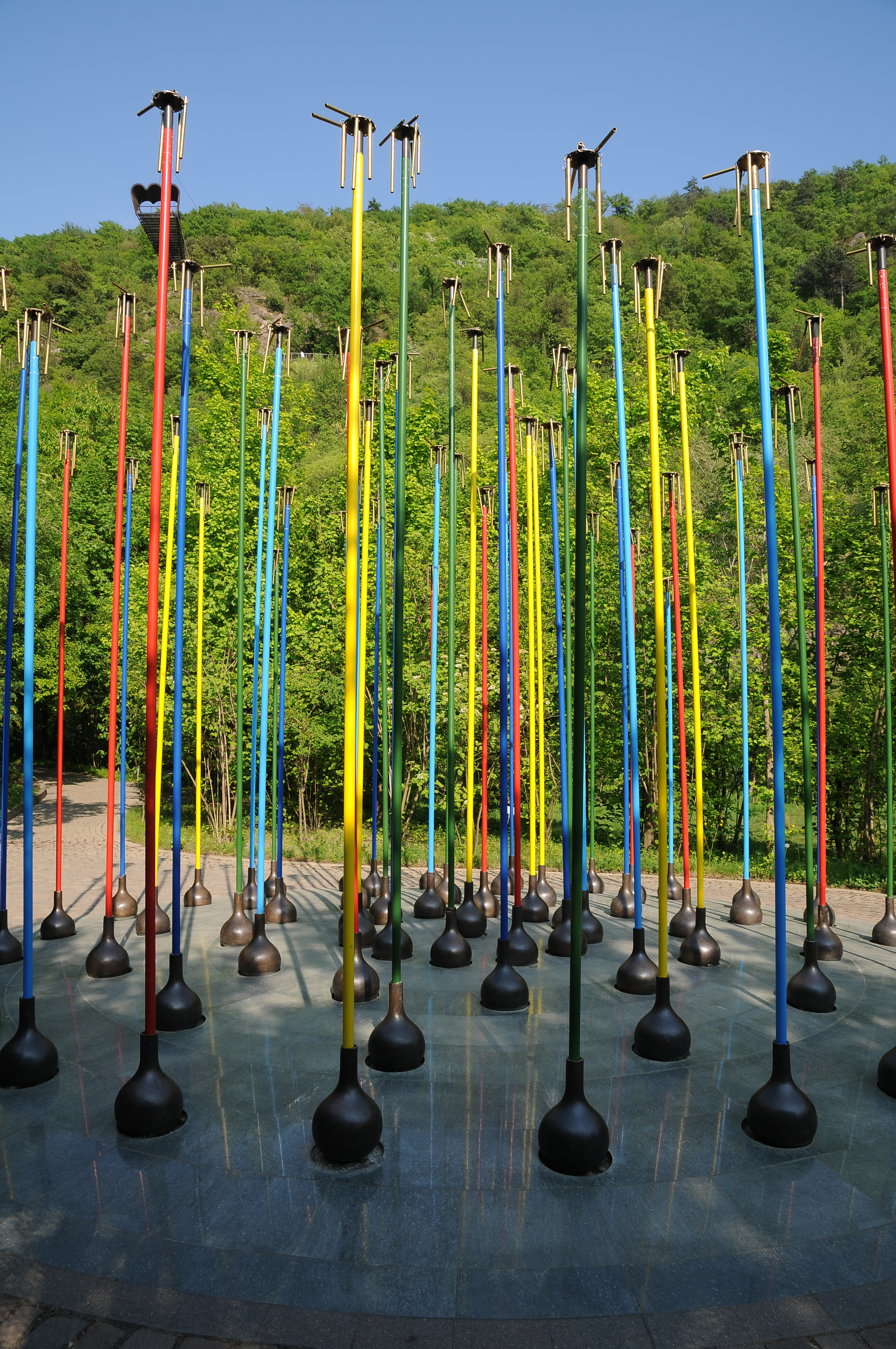
Pavillon 9

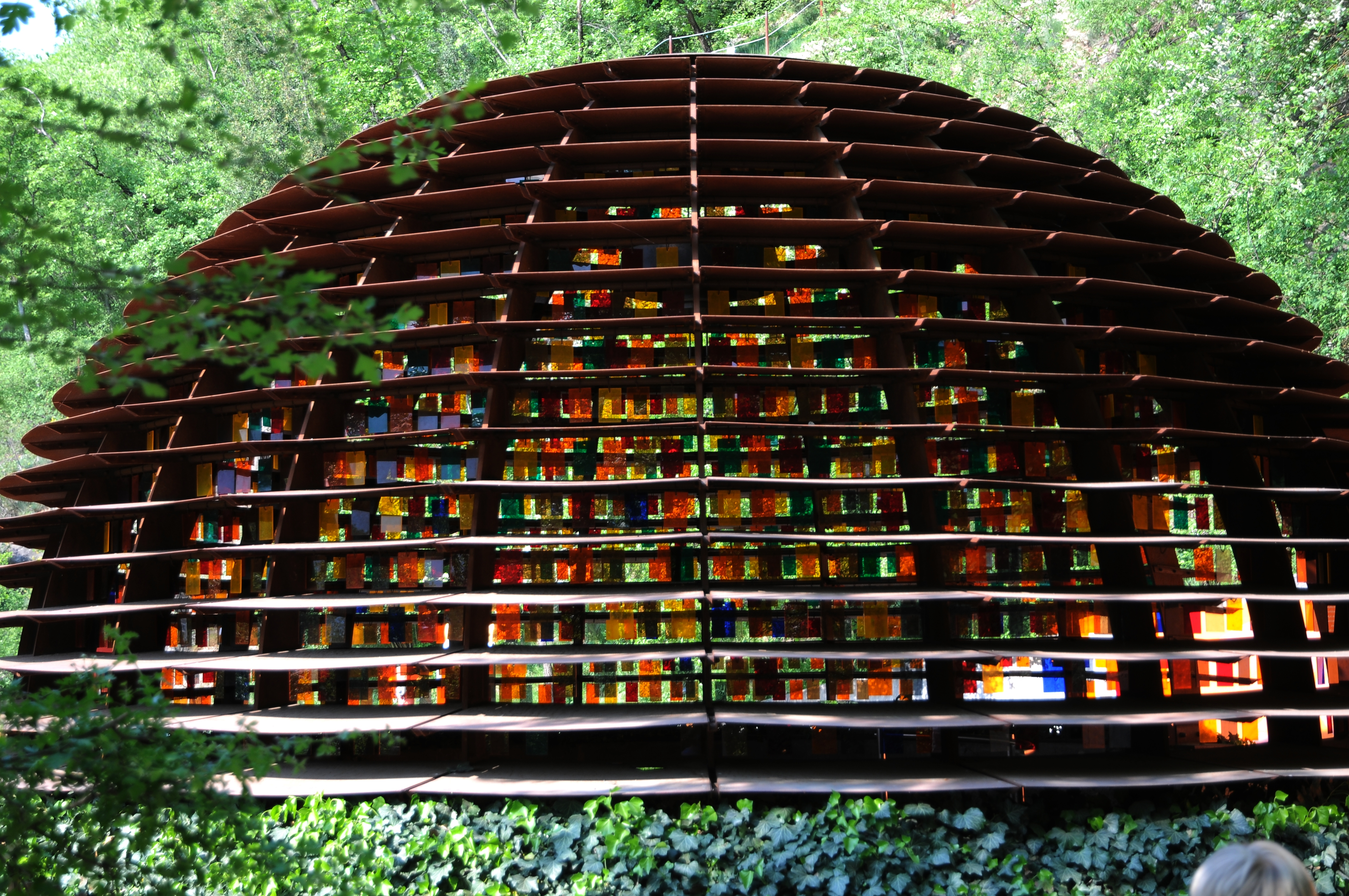
Pavillon 10

Der botanische Garten als Ort der Kontemplation bietet auch ein Ambiente für Kunstwerke. In den Gärten von Schloss Trauttmansdorff manifestiert sich dies in den Künstlerpavillons, die nicht nur ihren ursprünglichen Zweck als Rückzugsort und Ruhepol erfüllen, sondern auf ästhetisch-verspielte und lehrreiche Weise Vorgänge in der Natur interpretieren.
- Pavillon 1: Zierpflanzen aus aller Welt
  - Masten, Segel und Kisten stehen für die historischen Schiffsreisen, von denen sogenannte Pflanzenjäger exotische Gehölze nach Europa mitbrachten.
- Pavillon 2: Sommergrüne Laubwälder
  - Ein Dach aus Metallblättchen, die sich im Wind bewegen, erinnert an das Licht-Schatten-Spiel in herbstlichen Laubwäldern.
- Pavillon 3: Duftorgel
  - In Metallrohren, die an Orgelpfeifen erinnern, verbergen sich unterschiedliche Düfte, die es zu erraten gilt.
- Pavillon 4: Pflanzen aus Ländern mit mediterranem Klima
  - Ein weißes Gebäude zeigt, wie Menschen und Pflanzen sich nach ähnlichen Prinzipien vor großer Hitze schützen.
- Pavillon 5: Flaumeichenwald
  - Ein Gittergerüst aus Baustahl zwängt Stämme der krummwüchsigen Flaumeiche in eine strenge Form.
- Pavillon 6: Sukkulente Pflanzen
  - Ein begehbarer Kugelkaktus aus Stahl demonstriert den heißen Lebensraum der Sukkulenten.
- Pavillon 7: Pflanzen im Wasser
  - Im Seegrund verwurzelte Wasserpflanzen ähneln auf den Kopf gestellten Booten mit Masten.
- Pavillon 8: Kulturlandschaft ersetzt Naturlandschaft
  - Spalierobst und auf „Pergeln“ gezogene Reben symbolisieren die heimische Kulturlandschaft.
- Pavillon 9: Pflanzen im Frühling
  - Farbige, biegsame Stangen, an denen Glöckchen befestigt sind, „läuten“ den Frühling ein.
- Pavillon 10: Pflanzen im Herbst
  - Eine begehbare rostige Stahlkuppel, an der Plexiglasplättchen in den Farben des Herbstes schimmern, erinnert an einen Laubhaufen.

### Temporäre Ausstellungen
Die Verflechtung von Botanik und Kunst zeigt sich auch in den Sonderausstellungen, die alle zwei Jahre in der Remise des Schlosses und im Garten in Zusammenarbeit mit Künstlern stattfinden. Ziel der Ausstellungen ist eine ästhetisch anspruchsvolle Annäherung an botanische Themen und gleichzeitig Informationsvermittlung.
- 2006 Mythos Ginkgo: Botanische und kulturelle Besonderheiten eines „lebenden Fossils“, das heute einige Alleen der Stadt Meran ziert.
- 2008 Alles Palme!: Palmen gehören zu den vielfältigsten Pflanzen der Welt, sie bieten Millionen von Menschen eine Lebensgrundlage. In Meran ist die Hanfpalme (Trachycarpus fortunei) vor verschneiten Bergspitzen ein beliebtes Fotomotiv.
- 2010 Himmlische Düfte und Höllengestank! Weshalb geben Pflanzen Düfte und Gerüche ab und welche Rolle spielen ätherische Öle, Harze und Balsame von der Antike bis heute?
- 2012 Wurzel, Knolle & Co. – die verborgene Wunderwelt: Erstaunliche Tricks und Strategien der Pflanzen, die ihnen tief verwurzelt ihr Überleben sichern, und die Verwertung von Wurzeln und Knollen durch den Menschen.
- 2014 Blümchensex? Eine botanische Aufklärung: Die Ausstellung zeigt, wie Blüten verführen, täuschen und mit der Fauna im Team arbeiten, um ihre Art zu erhalten.

### Erlebnisstationen

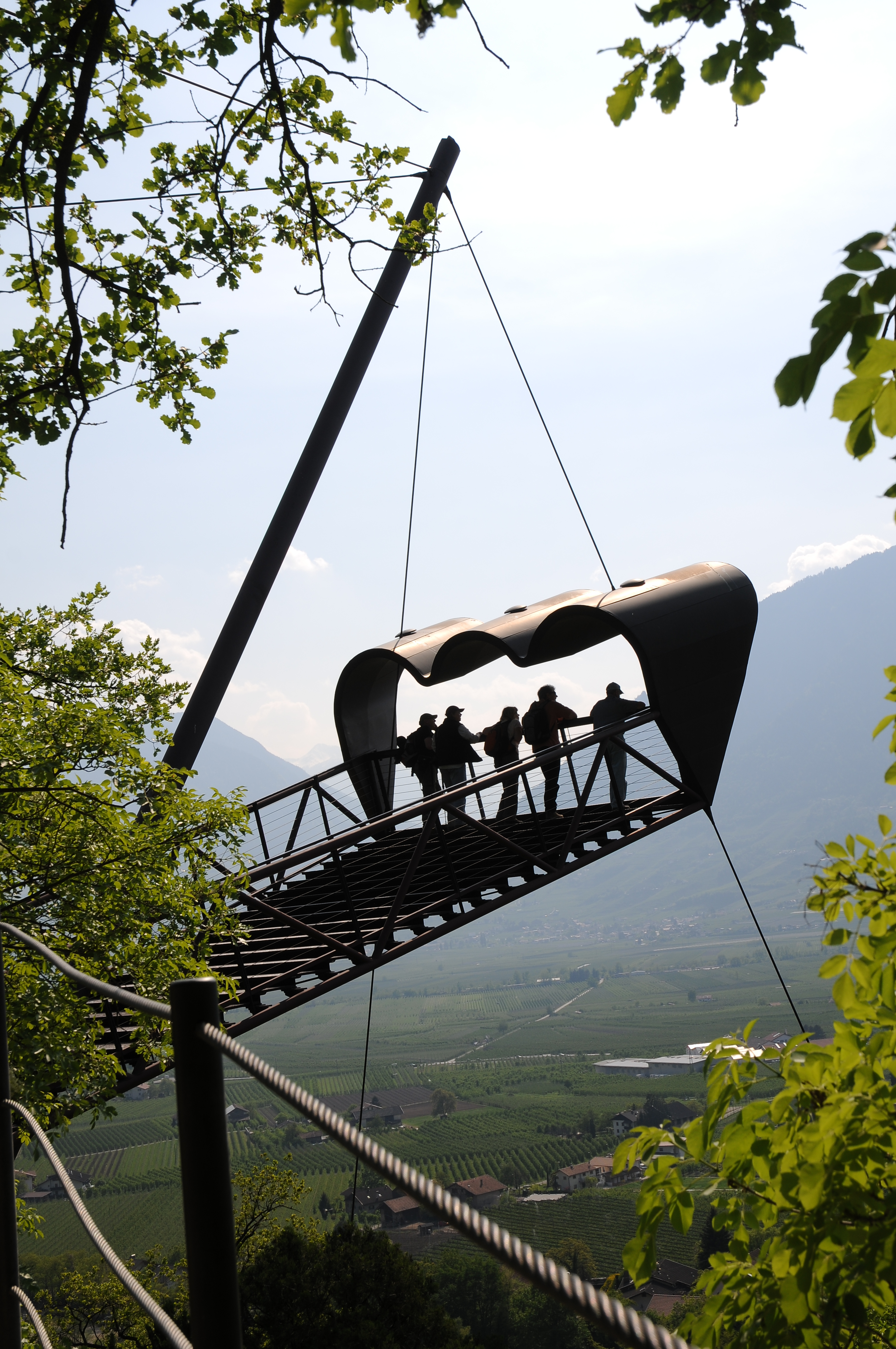
4 Matteo Thun’scher Gucker

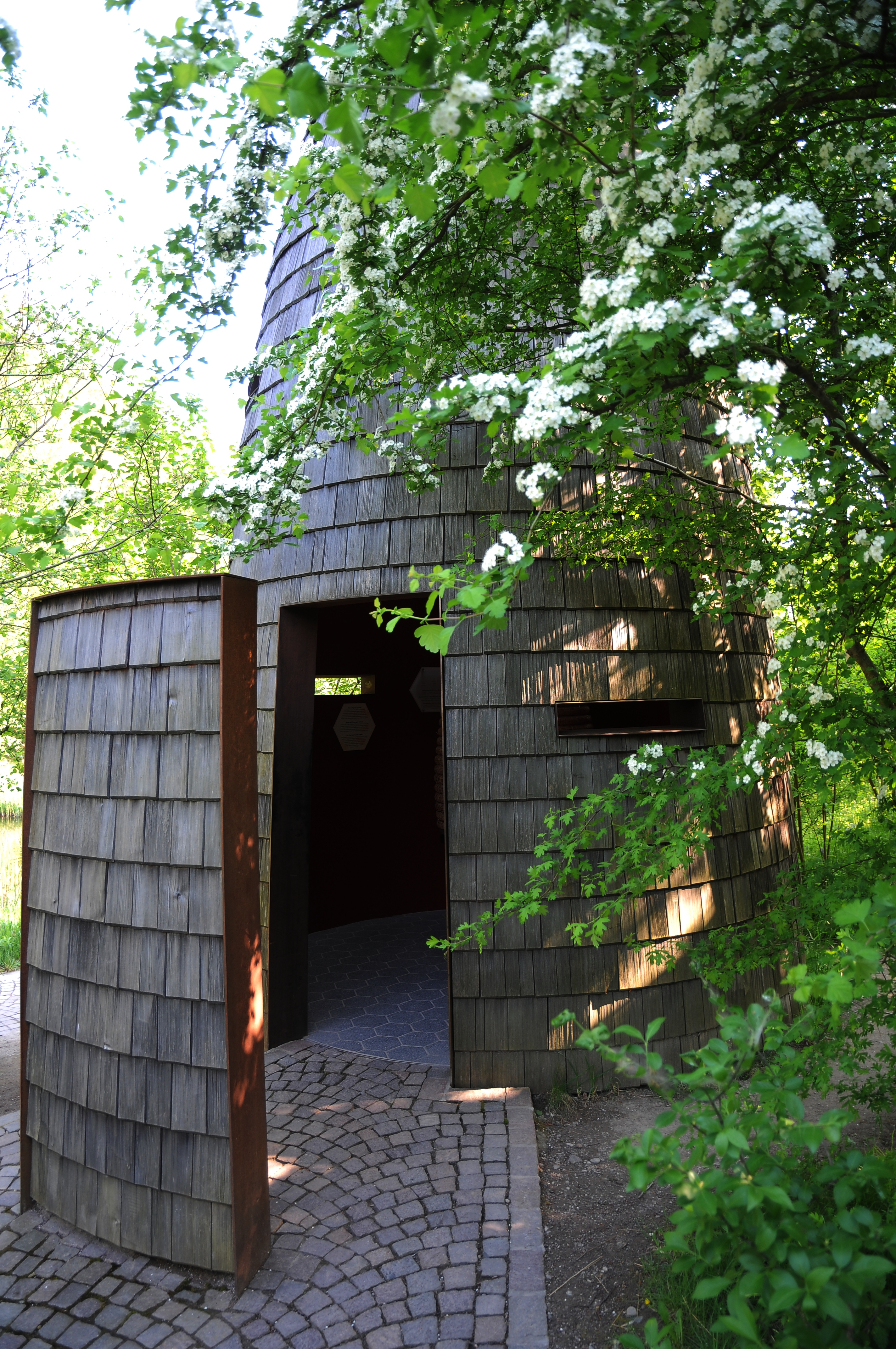
6 Bienenhaus

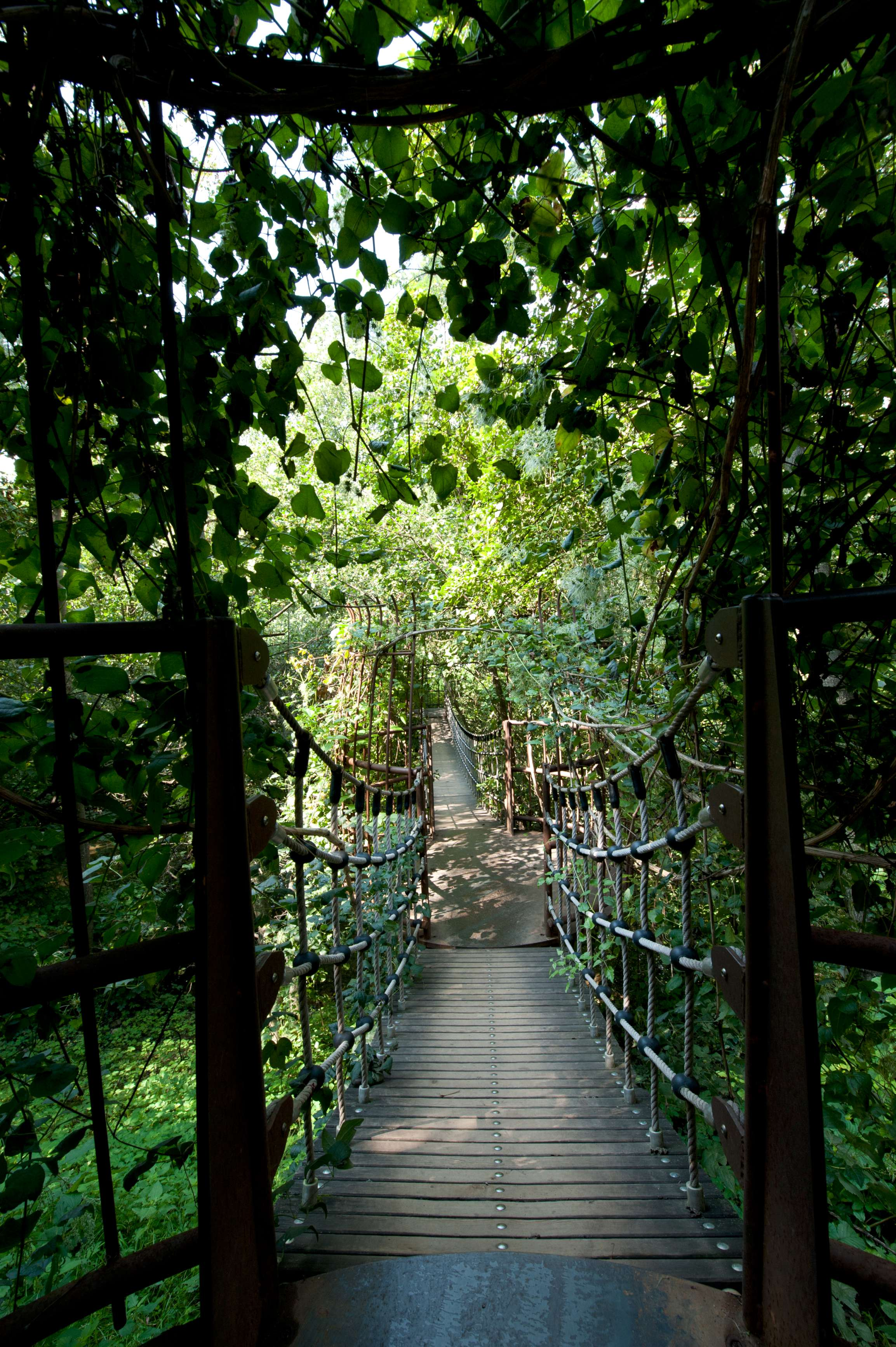
8 Die Abenteuerbrücke

Ein weiteres Element der Attraktivität sind sogenannte Erlebnisstationen, die über die gesamte Gartenanlage verteilt sind.
- 1 Die Grotte mit Multimediashow
  - Eine zwölfminütige Multimediashow erzählt von der Entstehung der Erde und des ersten pflanzlichen Lebens.
- 2 Die Voliere
  - Auf dem höchsten Punkt der Wald- und Sonnengärten führt ein Panorama-Steg aus Metallgittern durch eine Papageien-Voliere.
- 3 Der Summfelsen
  - Kegelförmige Öffnungen im Porphyrfelsen demonstrieren, dass der Fels akustische Reize verzögert zurückgibt.
- 4 Der Matteo Thun’sche Gucker
  - Architekt Matteo Thun errichtete 2005 in den Gärten von Schloss Trauttmansdorff eine binokelförmige Aussichtsplattform, von der aus der Großteil der Gärten zu überblicken ist.
- 5 Das Schaufenster Alpenzoo Innsbruck
  - In Kooperation mit dem Alpenzoo Innsbruck stellen die Gärten ein Terrarium mit Äskulapnattern aus.
- 6 Das Bienenhaus
  - Ein großer begehbarer Bienenkorb beinhaltet einen Bienenstock; durch Glasscheiben kann man den Bienen bei der Arbeit zusehen.
- 7 Die Libellenuhr
  - Eine kreisförmige Uhr zeigt die Flugperioden verschiedener heimischer Libellenarten an.
- 8 Die Abenteuerbrücke
  - Hängebrücken führen durch die ursprünglichen Auwälder Südtirols.
- 9 Das geologische Mosaik
  - Auf einer begehbaren Landkarte sind Muster der verschiedenen Gesteinsarten Nord- und Südtirols und des Trentino positioniert.
- 10 Tiere im Garten
  - Als zusätzliche Attraktion, insbesondere für Familien, leben in den Gärten unter anderem Kaninchen, Papageien, Zackelschafe, Schlangen, Chinesische Enten, Japanische Karpfen und Alpakas. Im Glashaus finden sich noch Reptilien und Insekten.
- 11 Die botanische Unterwelt
  - Ein 200 m langer Erlebnisparcours führt in den Berghang und durch multisensoriale Stationen, die das unterirdische pflanzlichen Leben beschreiben.
- 12 Das Glashaus
  - Das Glashaus beherbergt ein Gewächshaus mit tropischen Nutzpflanzen und ein Terrarium mit Kleintieren aus aller Welt.
- 13 Der Garten für Verliebte
  - 2016 wurde dieser Bereich eröffnet. Drei Pavillons inmitten eines Bassins spielen mit dem Thema der Liebe.

### Veranstaltungen

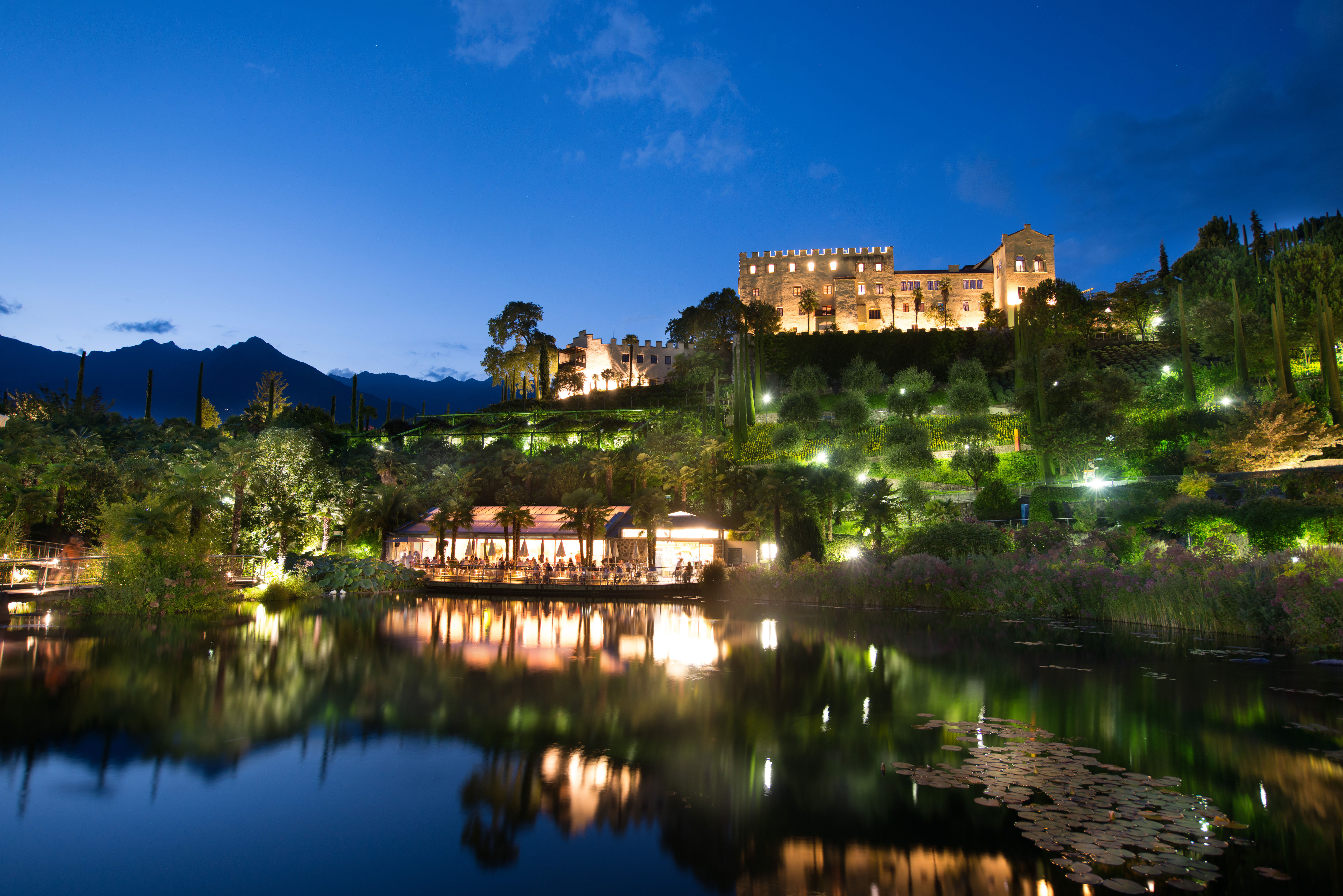
Trauttmansdorff nach Feierabend

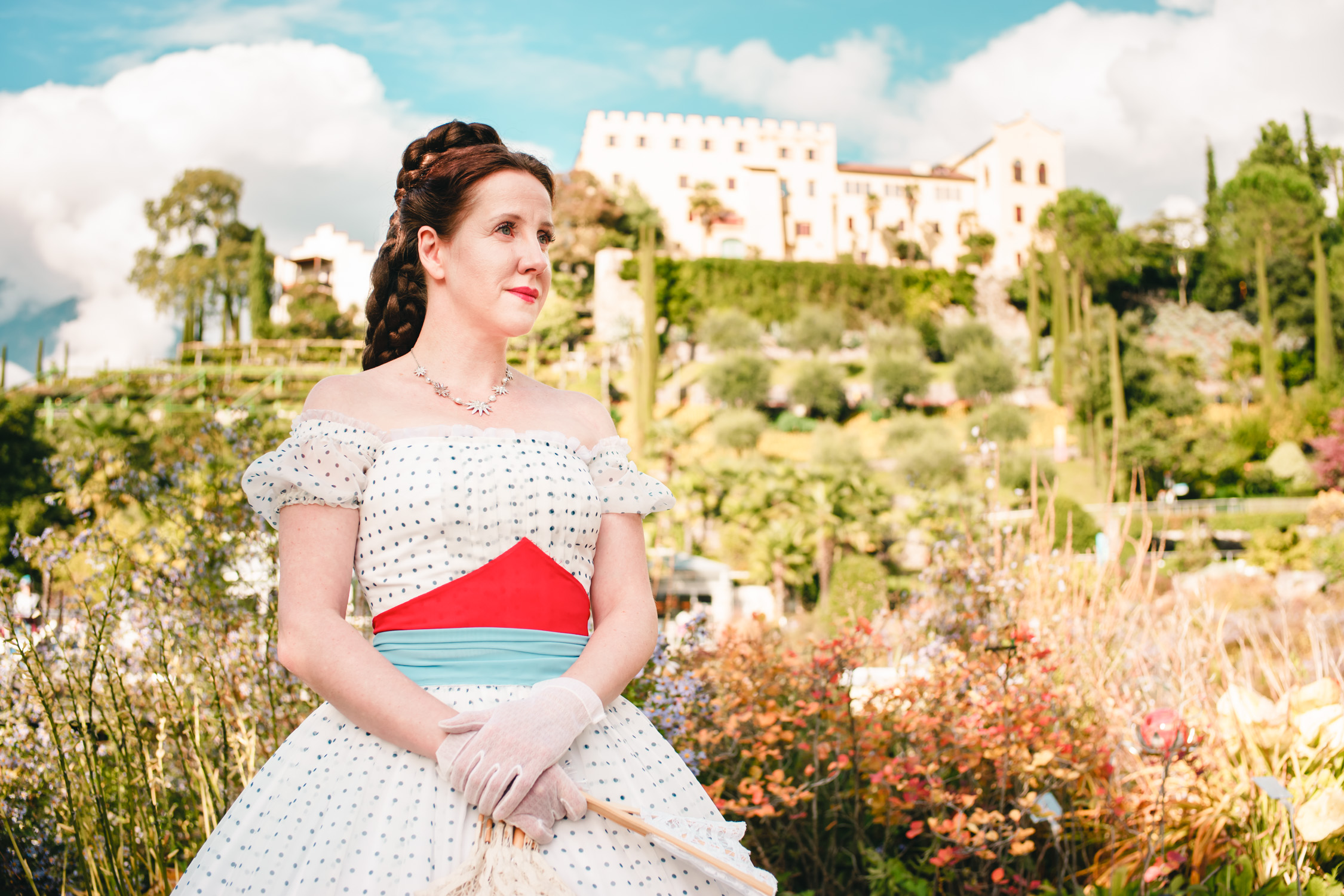
Die Sissi-Darstellerin in den Gärten von Schloss Trauttmansdorff

Der botanische Garten bietet aufgrund seiner Größe und der Vielfalt seiner Angebote die Möglichkeit zur Austragung diverser Veranstaltungen: Neben den temporären Ausstellungen haben sich im Laufe der Jahre folgende Veranstaltungszyklen etabliert, die viele Besucher anziehen.
- Gartennächte
  - Die Bühne auf dem Seerosenteich wird jeden Sommer zum Ort des mittlerweile größten World-Music-Festivals in Norditalien.
- Trauttmansdorff nach Feierabend
  - Ebenfalls am Seerosenteich veranstalten die Gärten freitags von Mitte Juni bis August einen langen Aperitif mit Neuer Südtiroler Musik und speziellen Abendführungen.
- Sissi-Frühstück
  - An mehreren Sonntagen im Juni gibt es auf der Sisi-Terrasse die Möglichkeit, ein imperiales Frühstück, begleitet von klassischer Musik, zu genießen.
- Erlebnisführungen
  - Erlebnis der Sinne (Führung mit Workshop): Gartenführer sprechen an verschiedenen Stationen alle Sinne auf intensive und spielerische Weise an.
  - Faszinierende Früchte!: Erlebnisreicher Rundgang durch die Welt der Pflanzen und Früchte.
- Einzelveranstaltungen
  - Tag der Chöre: In Kooperation mit dem Südtiroler Chorverband singen Chöre aus dem gesamten Alpenraum im Gartenareal.
  - Tag der offenen Tür für Menschen mit Behinderung: Einen Tag lang können Menschen mit Behinderung mit gültigem Ausweis bzw. amtlicher Bestätigung gemeinsam mit einer Begleitperson kostenlos in die Gärten.
  - Gartenherbst/Gartenfrühling – Ein Tag für die ganze Familie: Jeweils ein Aktionstag im Frühling und im Herbst.
  - Sissi-Tag: Eine Sissi-Darstellerin in historischem Kostüm spaziert durch die Gärten und erzählt vom Aufenthalt der Kaiserin in Meran und Schloss Trauttmansdorff.

### Verwaltung
Die Gärten von Schloss Trauttmansdorff wurden bis 31. Dezember 2016 von der Gutsverwaltung des Versuchszentrums Laimburg unter Aufsicht der Südtiroler Landesverwaltung geführt. Seit Anfang 2017 sind die Gärten Teil der im Zuge einer Reorganisation geschaffenen, neuen Agentur Landesdomäne. In der Gartensaison beschäftigen die Gärten rund 100 Mitarbeiter (Stand 2017).

## Partnerschaften, Auszeichnungen und Publikationen
Die Gärten von Schloss Trauttmansdorff stehen im steten Wissens- und Erfahrungsaustausch mit Gärten und Vereinigungen aus Italien Grandi Giardini Italiani und aus aller Welt. Unter mehreren Nennungen und Auszeichnungen wurden die Gärten für die gelungene Verbindung zwischen Natur, Kultur und Kunst sowie für ihren Innovationsgeist zum „schönsten Garten Italiens 2005“ gekürt, ein Jahr später zu „Europas Garten Nr. 6 2006“. Am 19. März 2013 wurden die Gärten von Schloss Trauttmansdorff auf der International Garden Tourism Conference im kanadischen Toronto zum Internationalen Garten des Jahres 2013 gewählt.